# Misopates salvagense
Misopates salvagense är en grobladsväxtart som beskrevs av David A. Sutton. Misopates salvagense ingår i släktet kalvnosar, och familjen grobladsväxter. Inga underarter finns listade i Catalogue of Life.